# Quadrastichus ingens
Quadrastichus ingens is een vliesvleugelig insect uit de familie Eulophidae. De wetenschappelijke naam is voor het eerst geldig gepubliceerd in 2009 door Prinsloo & Kelly.